# Mikael Teurnberg
Mikael Teurnberg (ur. 26 grudnia 1966 w Hallstavik) – szwedzki żużlowiec.
Wielokrotny finalista młodzieżowych indywidualnych mistrzostw Szwecji (najlepsze wyniki: Nässjö 1984 i Hallstavik 1986 – dwukrotnie IX miejsca), indywidualnych mistrzostw Szwecji (najlepszy wynik: Sztokholm 1990 – IX miejsce) oraz mistrzostw Szwecji par klubowych (najlepszy wynik: 1986 – IV-V miejsce). Siedmiokrotny medalista drużynowych mistrzostw Szwecji: trzykrotnie złoty (1995, 1997, 2001), dwukrotnie srebrny (1996, 1998) oraz dwukrotnie brązowy (1999, 2000) – wszystkie w barwach klubu Rospiggarna Hallstavik. Sześciokrotny medalista drużynowych mistrzostw Finlandii – czterokrotnie srebrny (1990, 1991, 1996, 1998) oraz dwukrotnie brązowy (1989, 1999). Brązowy medalista drużynowych mistrzostw Danii (1991). 
Reprezentant Szwecji na arenie międzynarodowej. Dwukrotny finalista indywidualnych mistrzostw świata juniorów (Abensberg 1985 – XIII miejsce, Równe 1986 – VIII miejsce). Wielokrotny uczestnik eliminacji indywidualnych mistrzostw świata (najlepszy wynik: 1998 – IX miejsce w końcowej klasyfikacji finału szwedzkiego).
Startował w ligach: szwedzkiej, duńskiej, fińskiej, niemieckiej, rosyjskiej, brytyjskiej oraz polskiej – w barwach klubu ŁTŻ Łódź (2001).